# Логушины
Логушины — деревня в Верхошижемском районе Кировской области в составе Верхошижемского городского поселения. 

## География
Находится на расстоянии примерно 13 км на юго-запад от районного центра посёлка Верхошижемье. 

## История
Известна с 1748 года, как починок Смирновский вотчины Вятского архиерея с населением2 3 души мужского пола (40 человек обоих полов в 1764 году). В 1873 году в починке (Смирновский или Логушины) учтено было дворов 17 и жителей 164, в 1905 18 и 136, в 1926 (уже деревня Лагушины или Смирновский) 24 и 149, в 1950 26 и 111. В 1989 году оставалось 11 жителей. 

## Население
Постоянное население  составляло 5 человек (русские 100%) в 2002 году, 2 в 2010.